# Никитин, Анатолий Михайлович
Анатолий Михайлович Никитин (род. 7 сентября 1938 года, Краснодар, РСФСР, СССР) — советский и российский тренер по лёгкой атлетике. Заслуженный тренер СССР (1991).

## Биография
Анатолий Михайлович Никитин родился 7 сентября 1938 года в Краснодаре. В юности занимался тройным прыжком и баскетболом. В 1960 году окончил Краснодарский государственный институт физической культуры. Затем работал тренером в Краснодарском краевом совете ДСО «Трудовые резервы».
В 1980 году был одним из тренеров сборной СССР на Олимпийских играх в Москве. Пять лет работал старшим тренером сборной СССР по барьерному бегу.
Был директором Краснодарской краевой СДЮШОР ФСО профсоюзов.
С 2002 года является заместителем директора по резерву ШВСМ по лёгкой атлетике. Также Анатолий Михайлович работает тренером «Центра олимпийской подготовки по лёгкой атлетике». Судья Всероссийской категории по лёгкой атлетике.
За свою тренерскую карьеру Никитин воспитал множество спортсменов, среди которых:
- Екатерина Фесенко-Грунь — чемпионка мира и Универсиады 1983 года[7],
- Людмила Чернова (Зенина) — олимпийская чемпионка 1980 года,
- Татьяна Сторожева (Гарбуз) — чемпионка СССР 1977 года, экс-рекордсменка мира (1977)[8],
- Галина Гопченко (Береславская) — бронзовый призер зимнего чемпионата Европы 1976 года и чемпионата СССР 1975 года.
- Владимир Гузий — многократный призёр чемпионатов России, и другие[9].